# Diplatia grandibractea
Diplatia grandibractea är en tvåhjärtbladig växtart som först beskrevs av Ferdinand von Mueller, och fick sitt nu gällande namn av Tieghem. Diplatia grandibractea ingår i släktet Diplatia och familjen Loranthaceae. Inga underarter finns listade i Catalogue of Life.